# Cemitério do Alto de São João

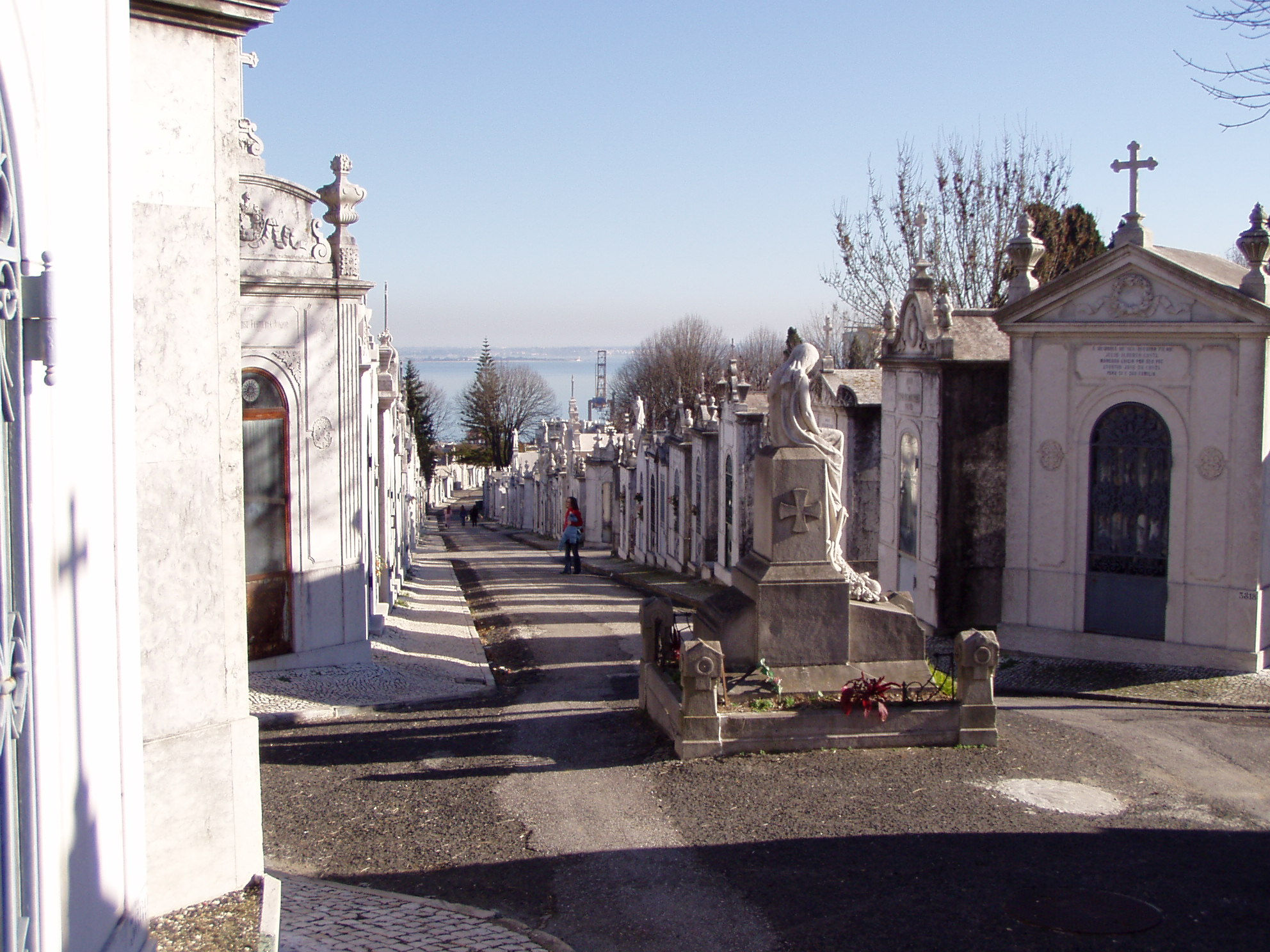
Blick über den Friedhof auf den Tejo

Der Cemitério do Alto de São João ist einer der größten Friedhöfe der portugiesischen Hauptstadt Lissabon. Er befindet sich in der Stadtgemeinde Penha de França.

## Geschichte
Der Friedhof wurde 1833 auf Geheiß von Königin Maria II. angelegt, nachdem eine Choleraepidemie die Stadt heimgesucht hatte, und 1841 offiziell eingeweiht. Als Standort wurde – auch wegen des hohen Grundwasserspiegels – das westlich vor der Stadt gelegene Hochplateau von São João bestimmt. Anfänglich diente der Friedhof den westlichen Stadtteilen Lissabons als Begräbnisplatz. Nach dem Sturz der Monarchie 1910 wurden die Helden der Ersten Republik dort bestattet. In einer Allee hinter der Friedhofskapelle befinden sich die Gräber von Miguel Bombarda, Cândido dos Reis und Machado Santos.
1925 wurde auf dem Friedhofsgelände das erste Krematorium Portugals errichtet. Nach einigen Jahren wurde es aus politischen Gründen stillgelegt und erst 1985 wieder in Betrieb genommen.
Die Grabmale zeigen eklektizistischen Charakter, vom einfachen Grab bis hin zu reich dekorierten Mausoleen. Bemerkenswert sind die Mausoleen der Santa Casa da Misericórdia und der Grafen von Valmor am Hauptportal des Friedhofs. 1933 wurde eine Statue für den unbekannten Soldaten von Maximiano Alves aufgestellt.

## Gräber bekannter Personen

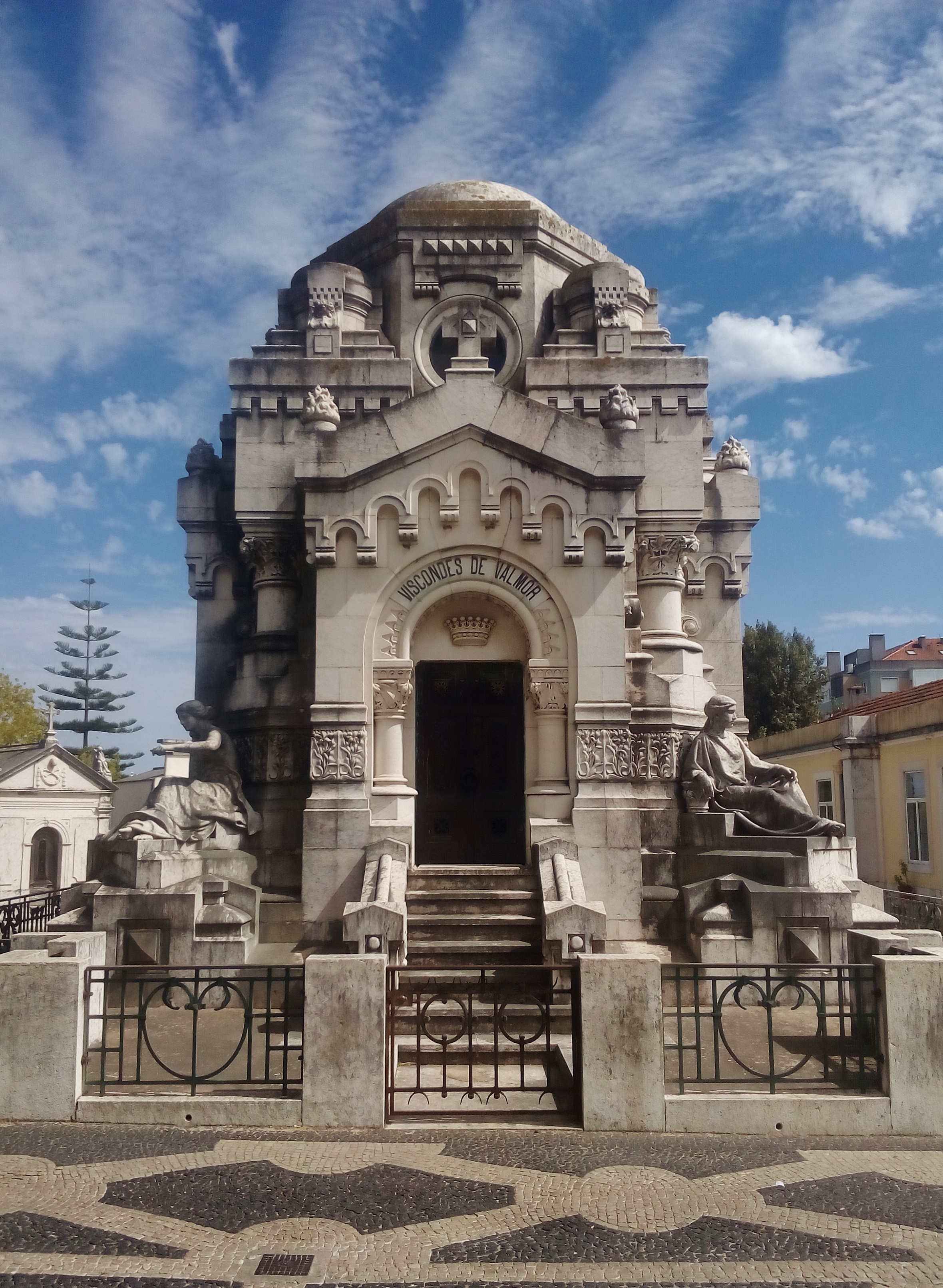
Grabmal der Grafen Valmor

- Alfredo Luís da Costa
- Álvaro Cunhal
- António José de Almeida
- António Botto
- António Dias Lourenço
- Carlos da Silva
- Fernando de Lacerda
- Filinto Elísio
- Manuel Buíça
- Mário Barradas
- Óscar Monteiro Torres
- Pedro Efe
- José Saramago
- Stuart Carvalhais
- António Soares Carneiro